# Jenengan (Sawit)
Jenengan is een bestuurslaag in het regentschap Boyolali van de provincie Midden-Java, Indonesië. Jenengan telt 2610 inwoners (volkstelling 2010).